# 互助トゥ族自治県
互助トゥ族自治県（ごじょ-トゥぞく-じちけん）は中華人民共和国青海省海東市に位置するトゥ族の自治県。

## 行政区画
- 街道:高寨街道
- 鎮:威遠鎮、丹麻鎮、南門峡鎮、加定鎮、塘川鎮、五十鎮、五峰鎮
- 郷:台子郷、西山郷、紅崖子溝郷、哈拉直溝郷、東山郷、東和郷、東溝郷、林川郷、蔡家堡郷
- 民族郷:巴扎チベット族郷、松多チベット族郷